# Hafen Mannheim
Der Mannheimer Hafen ist einer der bedeutendsten Binnenhäfen Europas. Er umfasst 2.679.000 m² Wasserfläche sowie 8.635.000 m² an Land. Knapp 500 Unternehmen mit 20.000 Arbeitsplätzen sind im Hafengebiet angesiedelt. Mannheim eröffnete 1968 das erste Containerterminal in einem Binnenhafen. Hinzu kommt eine Roll-on-Roll-off-Anlage (RoRo) und seit 1991 ein Terminal für kombinierten Verkehr.
2014 wurden wasserseitig 8,45 Millionen Tonnen Güter umgeschlagen. Der Containerverkehr stieg gegenüber dem Vorjahr um 2,64 % auf 1,39 Mio. t. Der wasserseitige Containerverkehr betrug 140.823 TEU (Standard-Container). An der RoRo-Anlage wurden 16.904 Fahrzeuge umgeschlagen. 2016 wurden wasserseitig 8,6 Mio. t Güter umgeschlagen.

2019 wurden wasserseitig 7,8 Mio. t Güter umgeschlagen. Die Hauptumschlagsarten waren hier feste mineralische Brennstoffe (2,2 Mio. t), Nahrungs- und Futtermittel (1,6 Mio. t) sowie chemische Erzeugnisse (2016: 1,03 Mio. t).

## Lage und Verkehrsanbindung
Die Hafenbecken verteilen sich rund um den Zusammenfluss von Rhein und Neckar bzw. deren Alt-Arme. Innerhalb Mannheims liegen sie alle am westlichen Stadtrand. Den Gesamtkomplex ergänzt die Häfen Ludwigshafen am Rhein, die sich direkt gegenüber auf der linksrheinischen Seite befinden.
Rhein und Neckar haben in Mannheim den Status einer Bundeswasserstraße. Der Umschlag auf die Eisenbahn wird mit Hilfe des Rangierbahnhofs Mannheim, dem zweitgrößten Rangierbahnhof Deutschlands, ermöglicht. Der Weitertransport auf der Straße erfolgt auf den in der Umgebung befindlichen Bundesstraßen und Autobahnen (siehe: Straßenverkehr in Mannheim).

## Hafen-Gliederung

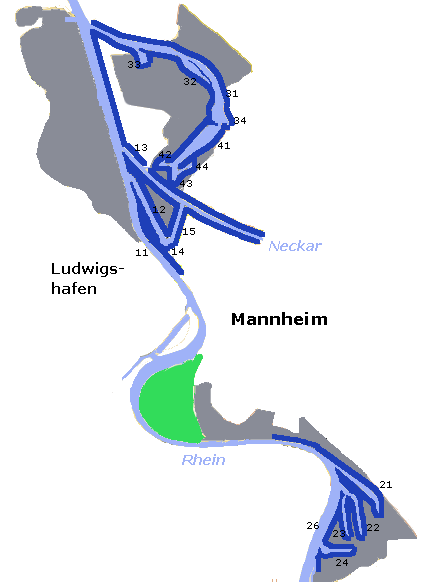
Hafenplan

Der Mannheimer Hafen wird in vier Häfen unterteilt, die jeweils mehrere Becken haben:
| - Hafen 1 Handelshafen (Lage) - 11 Stromhafen Rhein - 12 Mühlauhafen (mit Container-Terminal) - 13 Stromhafen Neckar - 14 Alter Zollhafen - 15 Verbindungskanal | - Hafen 2 Rheinauhafen (Lage) - 21 Hafenbecken 21 - 22 Hafenbecken 22 - 23 Hafenbecken 23 - 24 Hafenbecken 24 (mit RoRo-Anlage) - 26 Stromhafen Rhein | - Hafen 3 Altrheinhafen (Lage) - 31 Altrheinhafen - 32 Hafenbecken 32 - 33 Ölhafen - 34 Waldhofbecken | - Hafen 4 Industriehafen (Lage) - 41 Industriehafen - 42 Inselhafen - 43 Bonadieshafen - 44 Kaiser-Wilhelm-Hafen |

## Geschichte

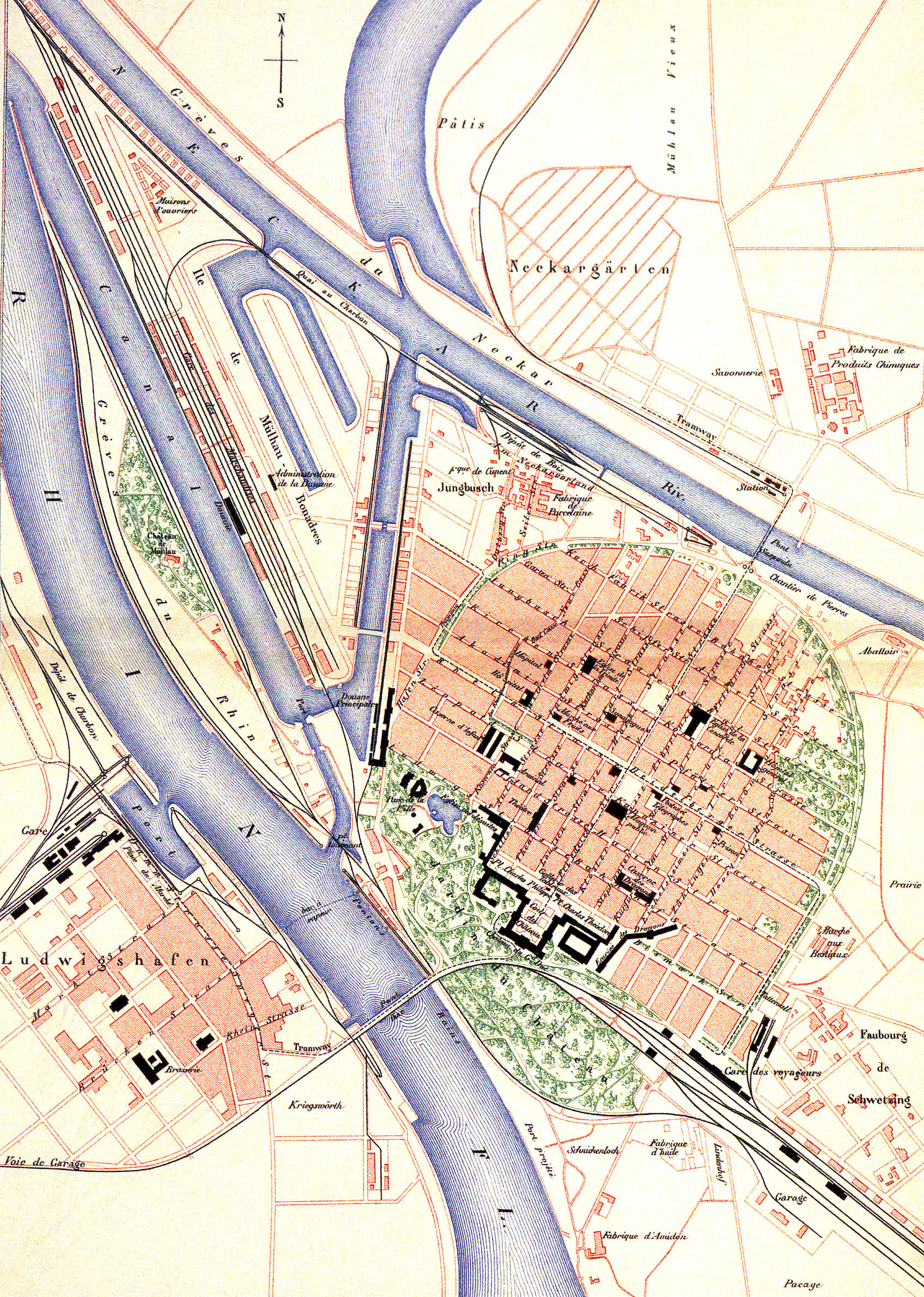
Innenstadt mit Teilen des Hafens 1880

Seit der ersten urkundlichen Erwähnung von Wasserzöllen an der Neckarmündung 1247 lässt sich die Binnenschifffahrt in Mannheim nachweisen. 1607 wurden Mannheim die Stadtrechte verliehen, und es wurde zu einem Handels- und Stapelplatz ausgebaut. 1827 genehmigte der badische Großherzog den Bau eines Freihafens. Er wurde ein Jahr später eröffnet (heute ungefähr: Verbindungskanal). Bereits 1840 musste der Hafen erweitert werden. 1854 erhielt der Hafen den ersten Eisenbahn-Anschluss. 1868 wurde die Mannheimer Akte verabschiedet, die den freien Warenverkehr auf dem Rhein regelte. 1875 eröffnete man den Mühlauhafen, bei dessen Bau auch französische Kriegsgefangene eingesetzt wurden, die sich nach der Belagerung von Metz ergeben hatten. Im Jahr 1887 folgte der Bau des Binnenhafens. 1901 wurde von privaten Investoren der Rheinauhafen (Becken 21–23) gebaut. Bereits nach kurzer Zeit kamen sie in finanziellen Schwierigkeiten, so dass der Staat das Gelände 1903 übernahm. 1913 entstand mit dem Thyssen-Hafen (Becken 24) ein weiteres Privatbecken, das 1958 übernommen wurde. Bis Ende des 19. Jahrhunderts war Mannheim de facto Endpunkt der Großschifffahrt auf dem Rhein. Der Hafen war daher Warenumschlagsplatz für ganz Südwestdeutschland einschließlich Elsaß-Lothringen, die Schweiz und Teile Österreichs. Durch die Rheinregulierung nach den Plänen Tullas und den sich anbahnenden Ausbau des Neckars, drohte der Mannheimer Hafen an Bedeutung zu verlieren. Bis 1907 baute man daher den Industriehafen, an dem sich Unternehmen ansiedelten, die die ankommenden Waren direkt weiterverarbeiteten. Dadurch war der Hafen kein reiner Handelsplatz mehr und konnte seine Stellung behaupten. Bis 1913 entstand so das größte deutsche Mühlenzentrum und ein Viertel des deutschen Getreidehandels wurde hier abgewickelt.
Der Erste Weltkrieg brachte mit dem Friedensvertrag von Versailles einschneidende Veränderungen. Mit Elsaß-Lothringen ging ein wichtiger Teil des Hinterlands verloren, Frankreich baute sogar in Straßburg einen Konkurrenzhafen. Und Mannheim musste den Sitz der Rheinschifffahrtskommission abgeben. Im Zweiten Weltkrieg war der Hafen bevorzugtes Bombardierungsziel der Alliierten und musste daher schwere Beschädigungen hinnehmen.
Nach dem Wiederaufbau musste auf mehrere Veränderungen reagiert werden: die Rheinschiffe wurden immer größer, daher war der Binnenhafen zu klein und wurde bis 1974 zugeschüttet. Der aufkommenden Mineralölindustrie kam man mit der Eröffnung des Ölhafens 1964 entgegen. Der Warenverkehr wandelte sich von Massen- zu Stückgütern. Daher wurde 1968 der erste deutsche Containerterminal an einem Binnenhafen gebaut. 1977 wurden in Mannheim mehr Container umgeschlagen als in allen anderen deutschen Binnenhäfen zusammen. Am Rheinauhafenbecken 21 befand sich noch bis 2002 ein riesiges Kohlenlager der US-Armee, mit dem im Krisenfall ganz Süddeutschland versorgt werden sollte.
1983 wurde die RoRo-Anlage und 1991 der KLV-Terminal eröffnet. 2001 schloss der Mannheimer Hafen einen Kooperationsvertrag mit dem Ludwigshafener Hafen auf der gegenüberliegenden Rheinseite.

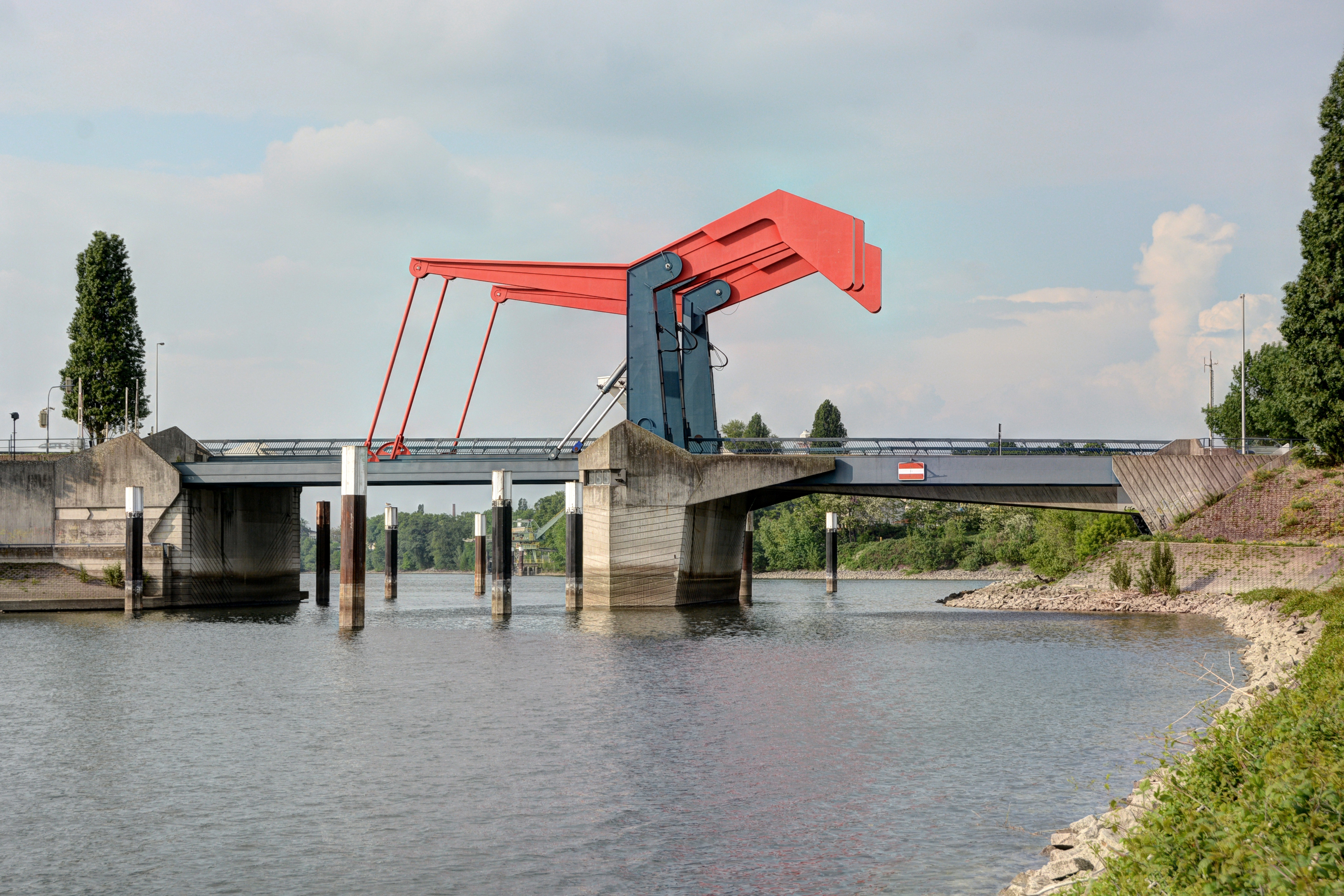
Diffenébrücke zwischen Altrheinhafen und Industriehafen
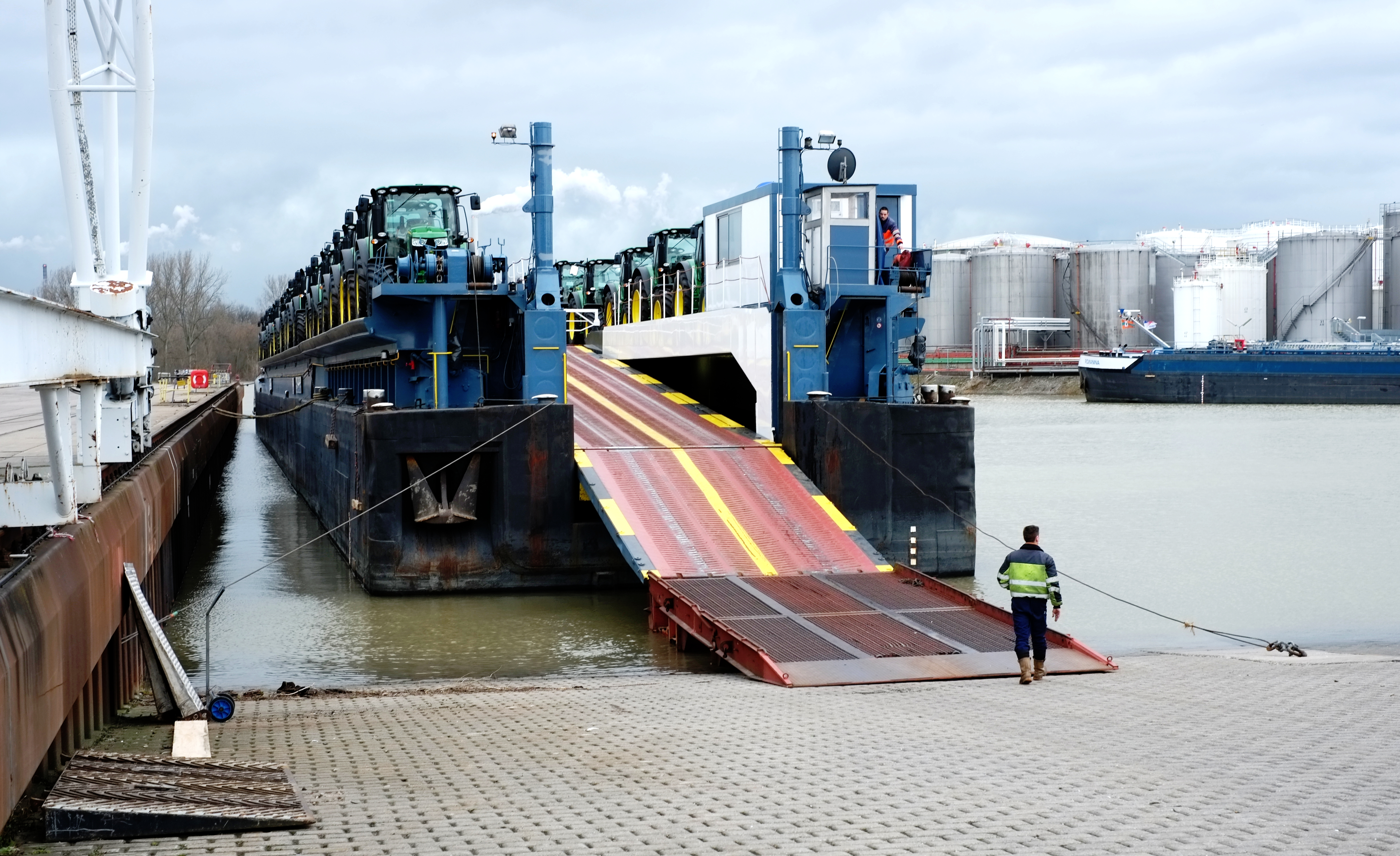
RoRo-Anlage im Rheinauhafen, Becken 24
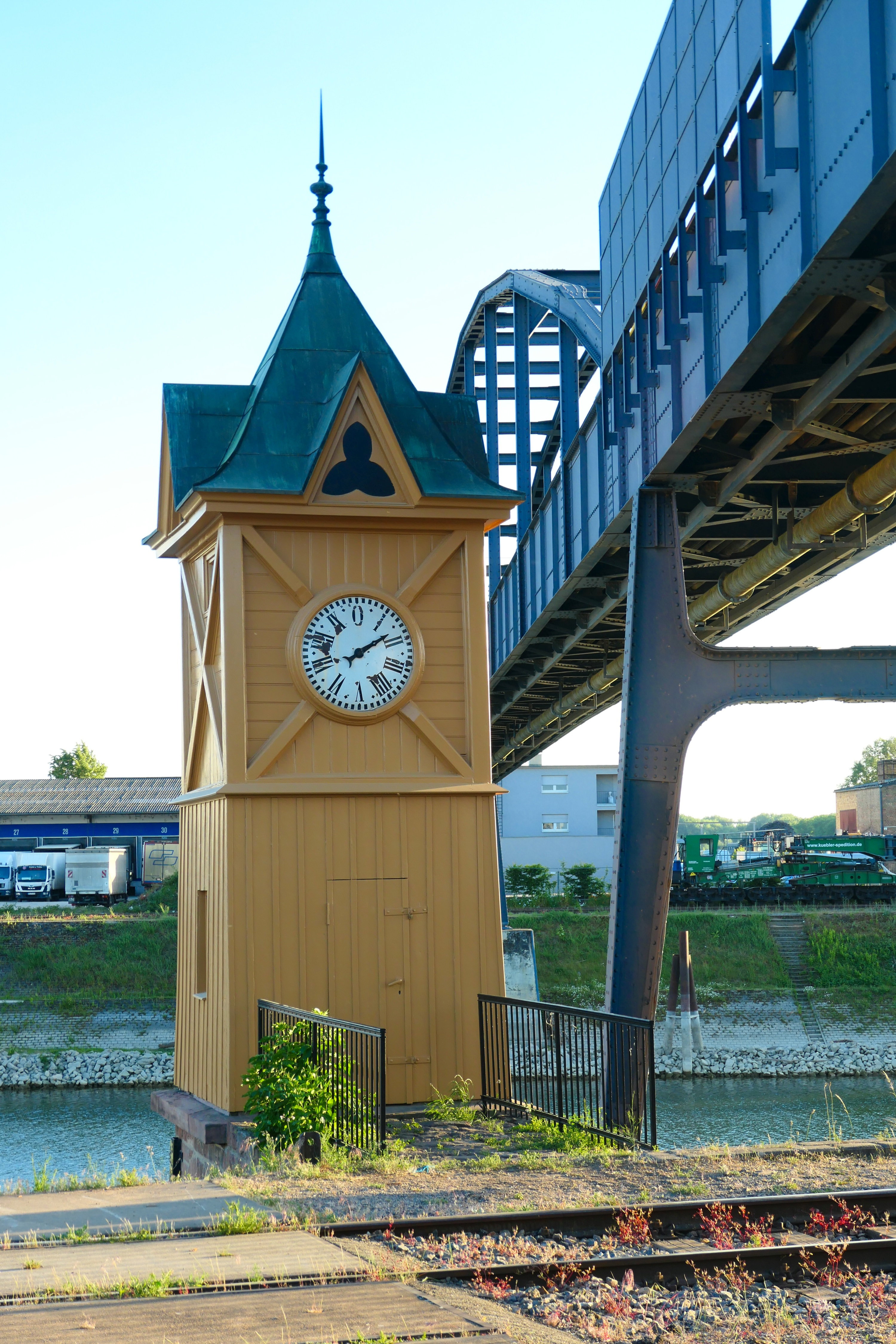
Alte Pegeluhr im Hafen 21
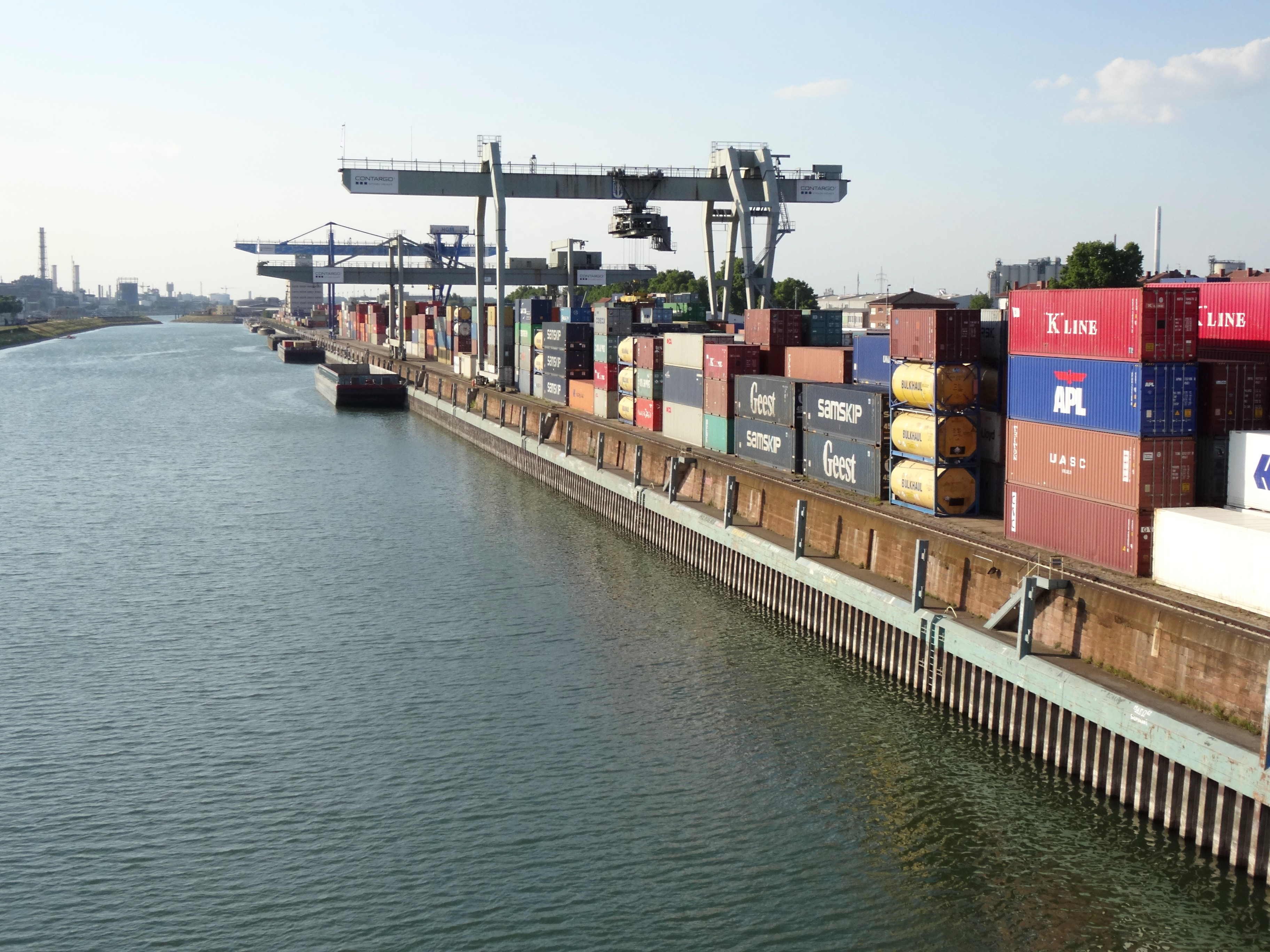
Mühlauhafen, rechts Containerterminal
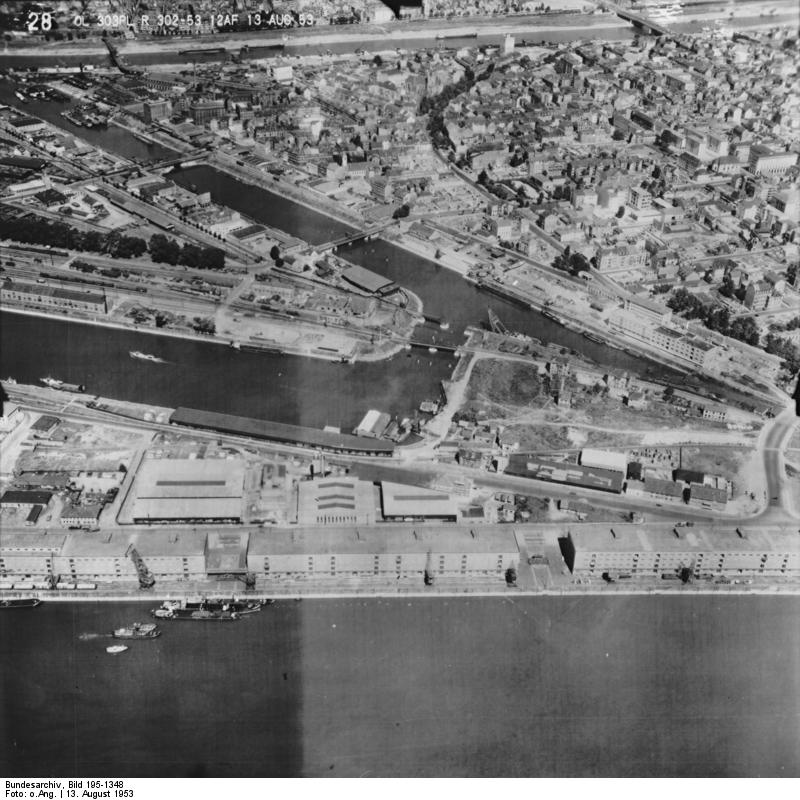
Handelshafen 1953
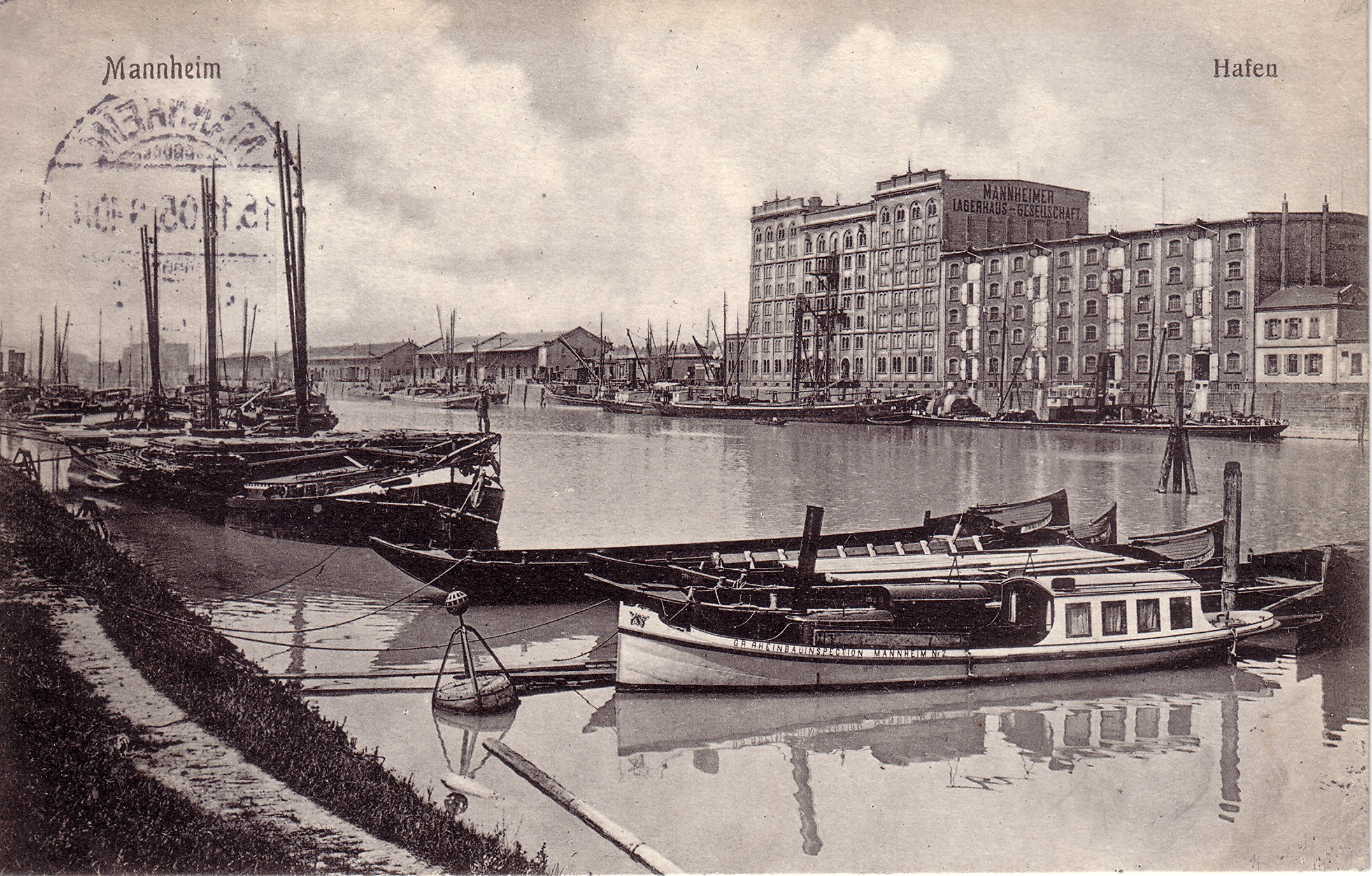
Mühlauhafen um 1905
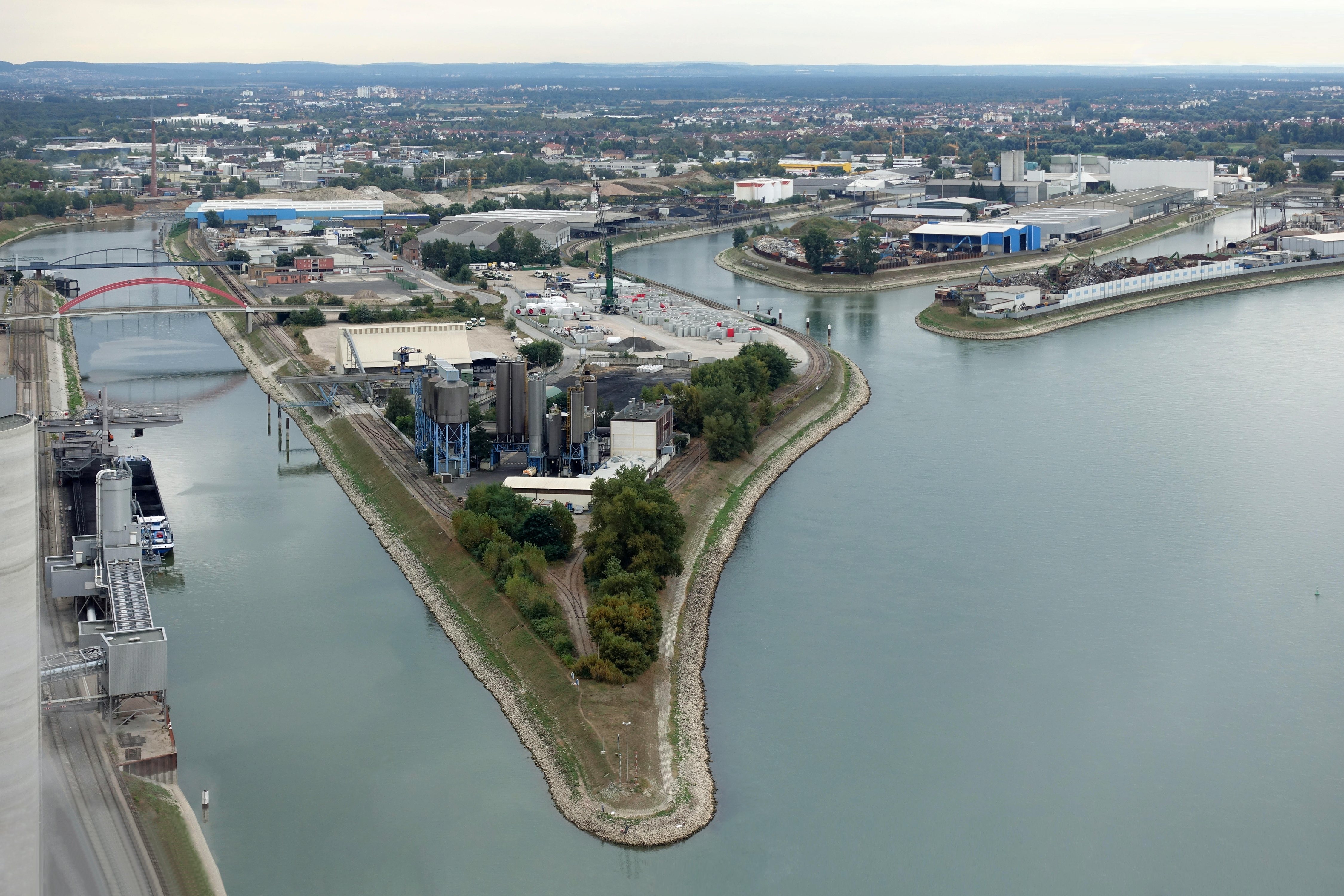
Rheinauhafen

## Wirtschaft
Nachfolgend sind einige namhafte Unternehmen aufgeführt, die im Hafen selbst oder in der Nähe angesiedelt sind und ihre Rohstoffe über den Hafen beziehen bzw. ihre Waren verschiffen.
| - ABB - Alstom - BASF - Birkel | - Essity - Fuchs Petrolub - Großkraftwerk Mannheim - Hoffmann-La Roche | - John Deere - Mercedes-Benz - Minera Kraftstoffe – Mineraloelwerk Rempel - TIB Chemicals - Unilever |